# Textes constitutionnels du Canada
Les textes constitutionnels du Canada sont un ensemble de documents qui composent une partie importante de la Constitution du Canada. Contrairement à d'autres pays, la constitution au Canada n'est pas uniquement composée de textes, mais comprend plusieurs principes non-écrits.
Il existe quelques dizaines de textes constitutionnels. Le plus ancien remonte probablement au XIIIe siècle avec la Magna Carta. Puisque le Canada a hérité du droit constitutionnel anglais, plusieurs des textes provenant de ce pays font toujours partie de la Constitution.
Les textes constitutionnels les plus importants sont la Loi constitutionnelle de 1867 et la Loi constitutionnelle de 1982. Le premier est une loi anglais qui a créé le Canada en 1867
Jusqu'en 1982, le Canada n'avait pas le pouvoir de modifier une grande partie de ses textes constitutionnels. Il devait demander au Royaume-Uni de le faire. Ainsi, la plupart des textes constitutionnels du Canada sont des lois ou des décrets du Royaume-Uni.

## Textes antérieurs à la confédération
Un grand nombre de textes constitutionnels du Royaume-Uni sont applicables au Canada. Ils datent tous d'avant 1982, date depuis laquelle le Royaume-Uni ne peut plus légiférer sur le Canada. Il s'agit par exemple de la Magna Carta, de l'Act of Settlement de 1701 ou de l'Acte de Québec de 1774. Certains de ces textes sont prévus explicitement à l'annexe de la Loi constitutionnelle de 1982 comme les arrêtés en conseil concernant l'entrée de la Colombie-Britannique et de l'Île-du-Prince-Édouard dans la fédération ou le Statut de Westminster de 1931.

## Loi constitutionnelle de 1867
La Loi constitutionnelle de 1867 (anciennement appelé Acte de l'Amérique du Nord Britannique) était le document fondamental de la Constitution canadienne jusqu'en 1982. Elle a été adoptée par le Parlement britannique en 1867 pour faire suite aux négociations des pères de la Confédération visant à créer le Canada.
Ce texte crée la structure générale des institutions canadiennes, notamment le pouvoir législatif et exécutif. Elle prévoit le principe du fédéralisme canadien où le palier fédéral de gouvernement et les paliers provinciaux se partagent les compétences législatives. La Loi prévoit aussi que la reine du Canada continue d'exercer une partie du pouvoir exécutif et législatif. Le Canada est toutefois une monarchie constitutionnelle où la reine exerce un pouvoir essentiellement symbolique. La Loi de 1867 prévoit aussi implicitement un principe de séparation des pouvoirs afin de garantir l'indépendance des tribunaux.
C'est la Loi de 1867 qui prévoit que la Canada a hérité de la tradition constitutionnelle britannique. Son préambule énonce que la Constitution du Canada « [repose] sur les mêmes principes que celle du Royaume-Uni ». L'importation des principes constitutionnels britanniques amène la prise en compte des autres sources dans la Constitution du Canada (conventions constitutionnelles, common law, etc.).

## Loi de 1982 sur le Canada

### Loi constitutionnelle de 1982
La Loi constitutionnelle de 1982 est un autre texte fondamental de la Constitution du Canada. Depuis 1982, il a supplée la Loi constitutionnelle de 1867 dans la hiérarchie constitutionnelle. Ce texte a été adopté par le Parlement du Royaume-Uni à la suite de la volonté du Canada de rapatrier sa Constitution, c'est-à-dire d'être seul responsable des modifications futures à la Constitution. La Loi constitutionnelle de 1982 a donc été adoptée par une loi du Royaume-Uni, la Loi de 1982 sur le Canada.
La Loi constitutionnelle de 1982 comprend deux parties majeures. Premièrement, elle édicte la Charte canadienne des droits et libertés, une charte des droits qui prime sur toute loi et toute action gouvernementale au Canada. Deuxièmement, la Loi constitutionnelle de 1982 prévoit une formule d'amendement de la Constitution, formule inexistante jusqu'alors puisque le Royaume-Uni était responsable de modifier plusieurs pans importants de la Constitution canadienne. La Loi constitutionnelle de 1982 comprend aussi une reconnaissance des droits autochtones et un article confirmant la suprématie de la Constitution sur toute autre règle de droit au Canada,.
La Loi constitutionnelle de 1982 n'a pas fondamentalement changé la structure et le fonctionnement du Canada, toutefois la Charte canadienne des droits et libertés a eu un impact majeur sur l'action gouvernementale.
La Loi constitutionnelle de 1982 a été adoptée sans l'assentiment du Québec à la suite de négociations ayant mené à l'Accord constitutionnel du 5 novembre 1981 sur le rapatriement de la Constitution du Canada. Ce refus de consentir à cette loi n'a toutefois aucun impact juridique.

## Autres textes
Le Parlement du Canada et les parlements provinciaux peuvent aussi édicter des lois de nature constitutionnelles. Il s'agit de lois touchant la structure et le fonctionnement de la fédération ou d'une province. Par exemple, la Loi sur le Parlement du Canada, la Loi sur le gouverneur général et la Loi sur la Cour suprême sont des lois du Parlement du Canada qui touche la Constitution. Les provinces peuvent aussi adopter des lois qui touchent leurs propres règles constitutionnelles. Le Québec a adopté plusieurs lois (la Loi sur l'Assemblée nationale, la Loi électorale, la Charte des droits et libertés de la personne, etc.) qui font toutes parties de la Constitution du Québec. L'adoption de lois constitutionnelles par le Parlement fédéral ou par les parlements provinciaux ne peut toutefois pas se faire de façon à éviter l'application de la formule d'amendement de la Constitution.